# Uetendorf
Uetendorf ist eine Einwohnergemeinde im Schweizer Kanton Bern. Sie gehört zum Verwaltungskreis Thun.

## Geographie
Die Gemeinde liegt am Fusse des Moränenwalles zwischen dem Quellgebiet der Gürbe und der weiten Ebene des Aaretales in der Nähe der Stadt Thun und wird vom Glütschbach durchflossen.
Zur Gemeinde gehören folgende Ortschaften und Weiler: Uetendorf-Allmend, Chandermatte, Gibliz, Uetendorfberg, Buchshalten, Willerüti, Dorf, Berg und Guet.
Die Nachbargemeinden sind Thun, Thierachern, Steffisburg, Heimberg, Uttigen, Forst-Längenbühl, Gurzelen, Kirchdorf und Seftigen.

## Geschichte
Sprachlich ist der Name Uetendorf eine Zusammensetzung aus dem althochdeutschen Uoto und dem Gattungswort Dorf.
Uetendorf wird zum ersten Mal 994 erwähnt, als der deutsche König Otto III. (HRR) den Weiler dem Kloster Selz im Elsass schenkte. Bis 1798 war Uetendorf nicht viel mehr als eine Ortsbezeichnung und eine Umschreibung für ein Herrschaftsgebiet. Die Dorfgemeinschaft hatte kaum politische Rechte. Erst mit der bernischen Verfassung von 1831 wurde Uetendorf eine eigenständige Gemeinde. Zur Reinigung des Abwassers wurde die Gemeinde an die ARA Thunersee in der Uetendorfer Allmend angeschlossen.

## Bahnhöfe
Uetendorf ist seit 1902 an den Bahnverkehr der Gürbetalbahn angeschlossen, die durch die BLS betrieben wird. Heute beherbergt die Gemeinde die beiden Bahnhöfe Uetendorf und Uetendorf Allmend.

### Bahnhof Uetendorf
Der 1902 eröffnete Bahnhof Uetendorf liegt auf der Gürbetalstrecke zwischen den Bahnhöfen Seftigen und Uetendorf Allmend. Hier fahren im Halbstundentakt die S-Bahnen S4 und S44 der BLS nach Thun und über Bern nach Langnau und Solothurn. Die Bushaltestelle Uetendorf Bahnhof bietet Anschluss an zwei Buslinien der Postauto AG: die Linie 57 in Richtung Gurzelen und der Ortsbus, Linie 58. Weiterhin hält der Moonliner M28, der zwischen Thun und Thierachern verkehrt, am Bahnhof Uetendorf. Der Bahnhof ist zudem auch Ausgangspunkt von drei der vier kulturellen Spazierwege «Unterwegs».
Der Bahnhof enthält neben dem Bahnhofsgebäude mit einer BEKB-Filiale und Alterswohnungen ein Zwischenperron, welches durch eine Unterführung von beiden Seiten der Gleisanlage zugänglich ist. Bis zum Doppelspurausbau zwischen Uetendorf und dem Lerchenfeld kreuzten sich hier die Personenzüge der Gürbetalbahn. Diese beanspruchen zwei der insgesamt sieben Gleise.

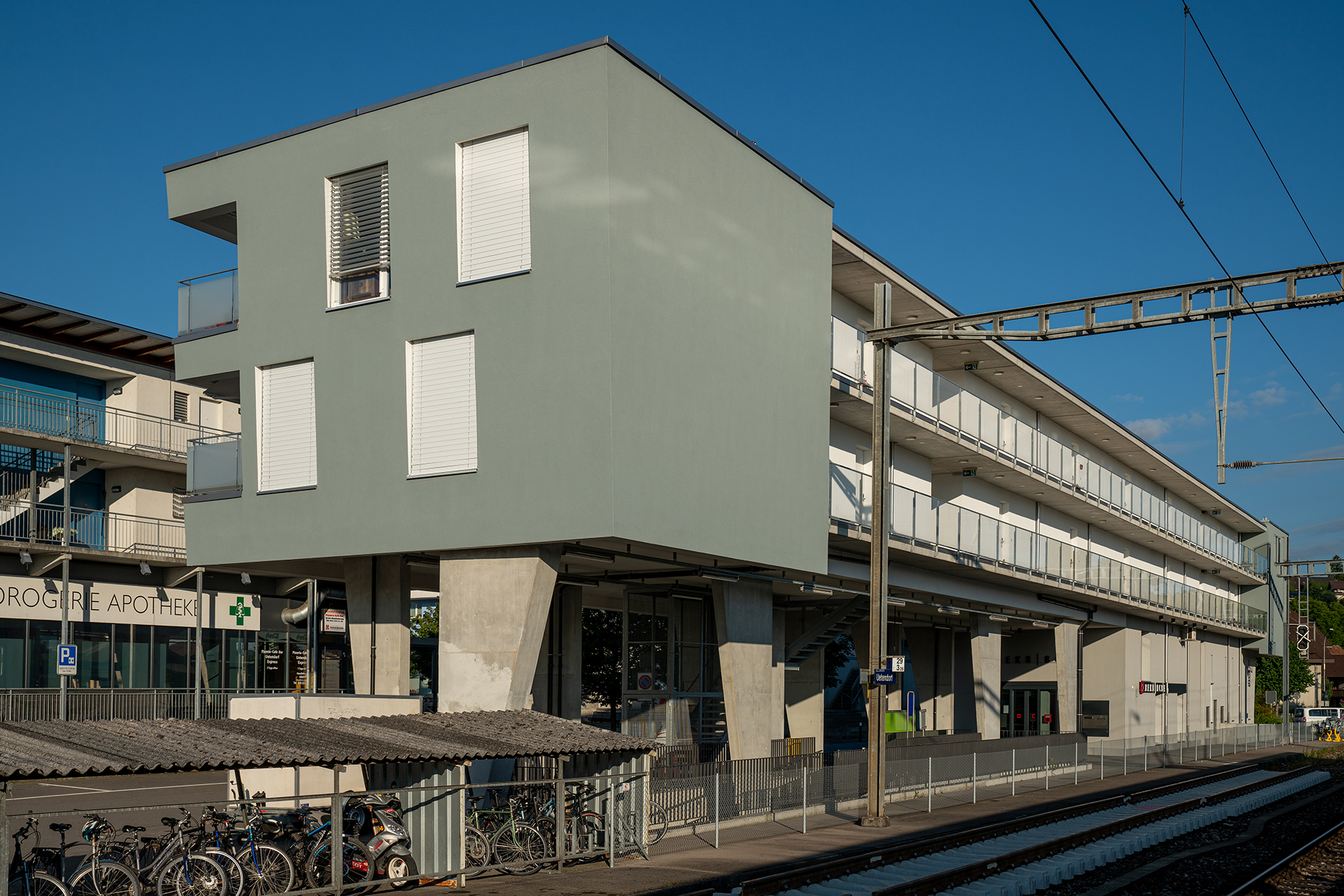
Bahnhof Uetendorf

#### Lage
Der Bahnhof befindet sich am nördlichen Ende des Dorfplatzes und somit in unmittelbarer Nähe der Filialen von Coop, Migros und Denner sowie weiteren Dienstleistungen, die Teil des Dorfzentrums bilden. Bis 2024 betrieb die Landi AG direkt neben dem Bahnhof eine Filiale. Auf der dem Bahnhof gegenüberliegenden Seite des Dorfplatzes befinden sich die drei historischen Gasthöfe «Krone», «Kreuz» und «Rössli».
Nordöstlich des Bahnhofs befindet sich ein Industriegebiet, welches das Bauunternehmen Frutiger AG sowie andere Unternehmen, vorwiegend der Maschinen- und Autoindustrie, beherbergt. Das erste Fabrikgebäude auf diesem Gebiet gehörte der Selve AG, die hier zwischen 1952 und 1993 ihren Betrieb führte.

#### Geschichte
Die Gürbetalstrecke wurde in zwei Etappen gebaut, wobei zu Beginn mehrere Varianten für die Weiterführung der Bahnlinie südlich von Wattenwil in Betracht gezogen wurden. Dass Uetendorf eine Station erhielt, ist der Entscheidung der Gürbetalbahn (GTB) zu verdanken, die Strecke über Uetendorf nach Thun verlaufen zu lassen und nicht über das Stockental nach Wimmis, wie es eine andere Variante vorgesehen hätte.
Die Station Uetendorf wurde zusammen mit dem zweiten Teilstück (Wattenwil–Thun) der Gürbetalstrecke am 31. Oktober 1902 eröffnet. Die GTB hatte zwei Stationstypen, wobei Uetendorf ein Bahnhofsgebäude des kleineren Typs erhielt. Das ursprüngliche Gebäude hatte eine Laderampe und ein Bahnwärterhaus. Die Elektrifizierung der Gürbetalstrecke erfolgte 1920. 1952 erhielt die Station Uetendorf ein elektrisches Stellwerk. 1981 wurde die Station Uetendorf offiziell zum Bahnhof.

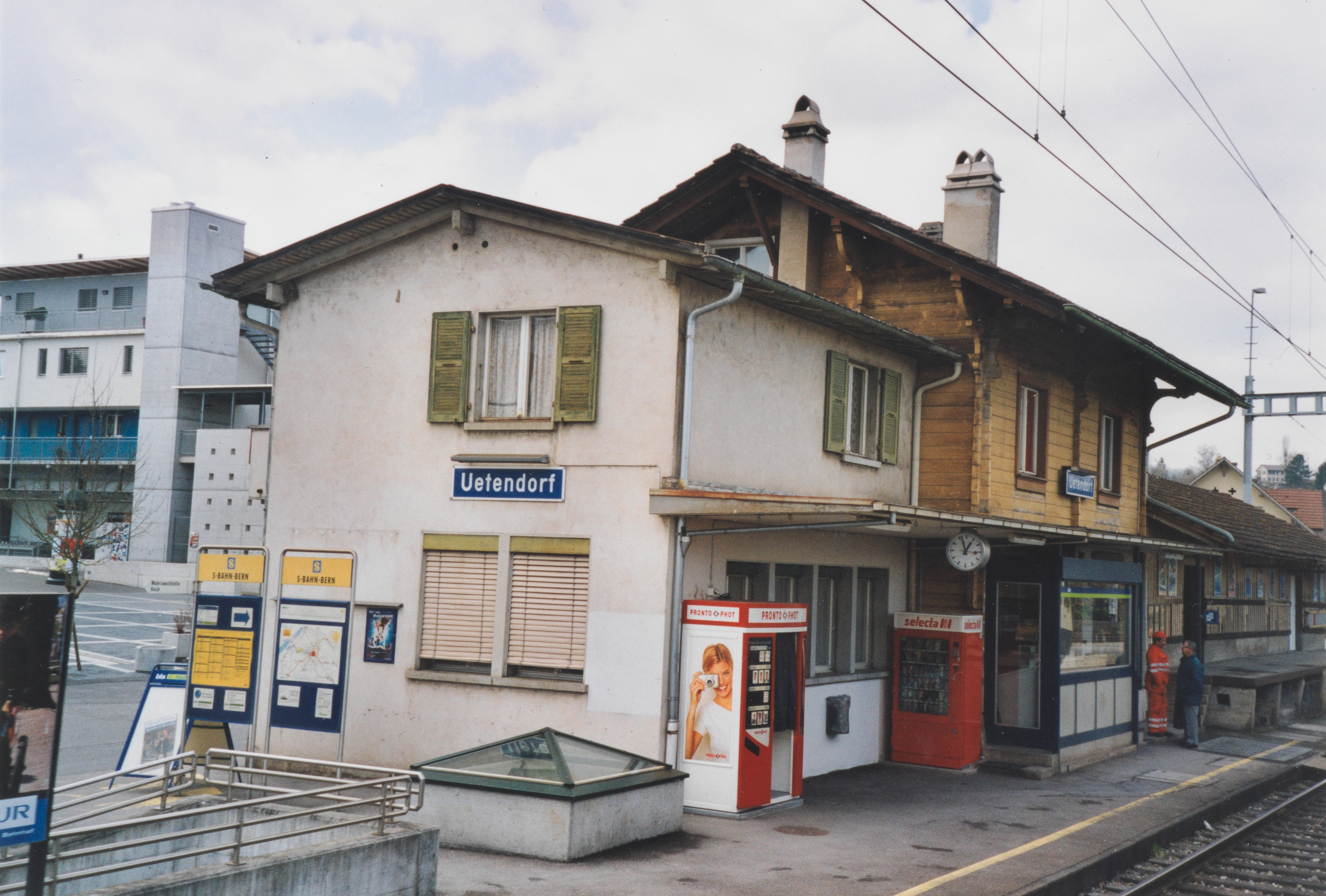
Das alte Bahnhofsgebäude im Jahr 2003

1994 war der Bahnhof Uetendorf Ausgangspunkt der Feierlichkeiten für das 1000-Jahr-Jubiläum der ersten urkundlichen Erwähnung Uetendorfs. In diesem Rahmen wurden das Zwischenperron und die Unterführung eröffnet.
Ab 1998 wurde das Quartier südlich des Bahnhofs im Rahmen der Überbauungsordnung «Bahnhof» zum heutigen Dorfzentrum umgebaut. Mit der Pensionierung von Hans Reichen im Jahr 2007 wurde das Amt des Bahnhofsvorstands in Uetendorf aufgelöst. Das Bahnhofsgebäude selbst wurde abgerissen und 2014 durch den heutigen Bau mit Wohnungen und BEKB-Filiale ersetzt. Frühere Umbaupläne für den Bahnhof wurden nie umgesetzt. Das Bahnhofsgebäude war vor dem Abriss jenes von 1902 mit einem zusätzlichen Bürogebäude.

#### Zwischenfälle
- Bei einem Bahnübergang in der Nähe der Selve-Fabrik wurde im August 1952 ein Traktor von einem Zug erfasst.[16]
- Am 28. August 1961 kam es zu einer Kollision zwischen einem Güterzug und einem Lastwagen.[17]
- Am 14. September 1975 wurde ein Mann von einem Zug erfasst und schwer verletzt.[18]
- Am 17. Dezember 1979 wurde ein Bauarbeiter von einem Zug überfahren. 1981 wurde der Chef dieser BLS-Baugruppe deswegen zu einer Gefängnisstrafe von 25 Tagen wegen fahrlässiger Tötung verurteilt.[19]
- Am 9. Februar 2001 kletterten zwei Jugendliche auf einen stehenden Containerwaggon, wobei einer der beiden mit der Fahrleitung in Berührung kam. Er erlag später seinen Verbrennungen.[20][21]

### Bahnhof Uetendorf Allmend
Der Bahnhof Uetendorf Allmend wurde 1973 als Haltestelle der Gürbetalbahn eröffnet, nachdem dieser Dorfteil unter anderem aufgrund des nahe gelegenen Industriegebiets grossen Zuwachs erfahren hatte. Heute ist der Bahnhof die letzte Station vor Thun. Zwischen 2019 und 2021 wurde die Haltestelle im Zuge des Doppelspurausbaus zwischen Uetendorf und Lerchenfeld zu einem Bahnhof mit zwei Gleisen, einem Zwischenperron und einer Unterführung umgebaut.

## Politik
Die Stimmenanteile der Parteien anlässlich der Nationalratswahl 2023 betrugen: SVP 45,1 % (−2,2 %), SP 11,5 % (+1,9 %), glp 9,4 % (+2,2 %), EVP 9,0 % (+0,8 %), Mitte 6,3 % (−0,5 %), EDU 5,7 % (+2,7 %), GPS 5,3 % (−3,5 %), FDP 4,1 % (−1,1 %).
Der Gemeinderat besteht aus 7 Mitgliedern. In der Legislatur 2024–2027 setzt er sich wie folgt zusammen:
| Name                                        | Partei |
| ------------------------------------------- | ------ |
| Trudi Mösching-Signer, Gemeindepräsidentin  | SVP    |
| Daniel Würsten, Tiefbau und Umwelt          | EVP    |
| André Gilomen, Hochbau und Planung          | SP     |
| Karin Marti-Frydig, Soziales und Kultur     | SVP    |
| Thomas Moser, Sicherheit                    | SVP    |
| Daniel Schüpbach, Liegenschaften            | SVP    |
| Hannes Zaugg-Graf (†), Bildung und Finanzen | glp    |

## Städtepartnerschaft
Partnergemeinde von Uetendorf ist seit 1994 die tschechische Stadt Sušice in Westböhmen.

## Wirtschaft
Die 1908 gegründete Landwirtschaftliche Genossenschaft Uetendorf und Umgebung fusionierte 1988 mit der Landwirtschaftlichen Genossenschaft Thun und Umgebung zur Landwirtschaftlichen Genossenschaft Thun-Uetendorf und Umgebung mit Sitz in Uetendorf. 2000 wurde sie von der Landwirtschaftlichen Genossenschaft Steffisburg übernommen, welche ihren Namen in Landi Thun Genossenschaft mit Sitz in Thun änderte. 2021 wurde die Garage Hans Baumgartner AG von der Landi Thun Genossenschaft übernommen.

## Sport
Die Futsaler des FC Uetendorf spielten in der Saison 2022/23 noch in der Swiss Futsal Premier League. Im Laufe der Saison 2023/24 zog sich der Verein vom Meisterschaftsbetrieb zurück und stand somit als Absteiger fest.

## Persönlichkeiten
- Otto Steiger (1909–2005), Radionachrichtensprecher und Schriftsteller, geboren in Uetendorf
- Christian Pfister (* 1944 in Uetendorf), Historiker
- Christian Iseli (* 1957 in Uetendorf), Filmemacher
- Gottardo Gottardi (* 1961), Fernschachspieler, lebt in Uetendorf
- Hannes Zaugg-Graf (1966–2025), Politiker, Grossrat, Gemeindepräsident (2002 bis 2013) von Uetendorf
- Albert Rösti (* 1967), Bundesrat (SVP), Gemeindepräsident (2014 bis 2022) von Uetendorf
- Calimeros, 1976 in Uetendorf gegründete Schlagerband
- Luca Hänni (* 1994), Sänger, lebte in Uetendorf

## Sehenswürdigkeiten
Uetendorf gilt als Beispiel für den Bauboom im ersten Viertel des 21. Jahrhunderts mit ausgeprägter Verdichtung im einstigen Ortskern. «Dorf und Quartiere sind vorstädtisch und industriell-gewerblich geprägt […].» In den wenigen privilegierten Lagen gibt es gelegentlich noch Landwirtschaft.

## Bildergalerie

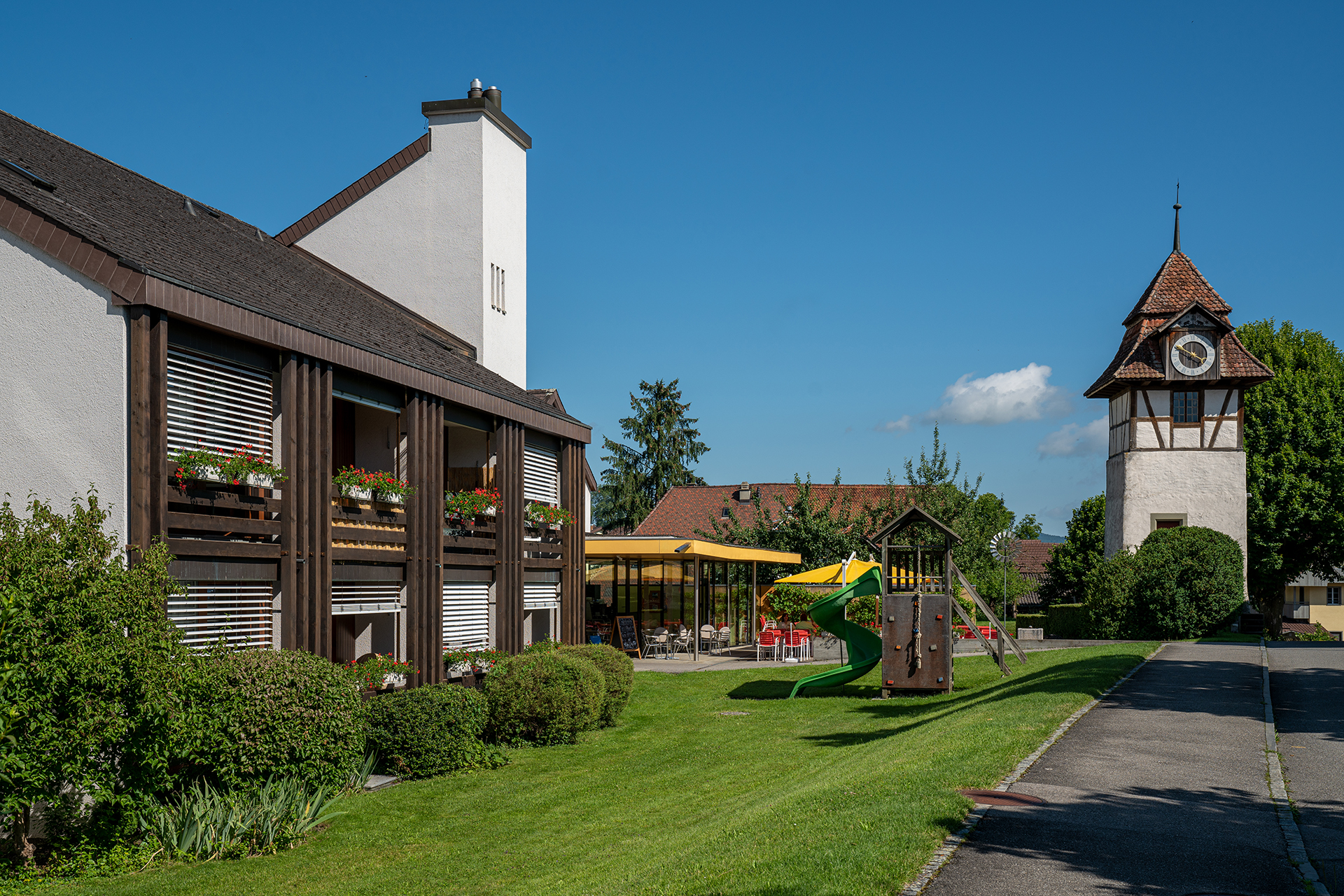
Altersheim und Archivturm
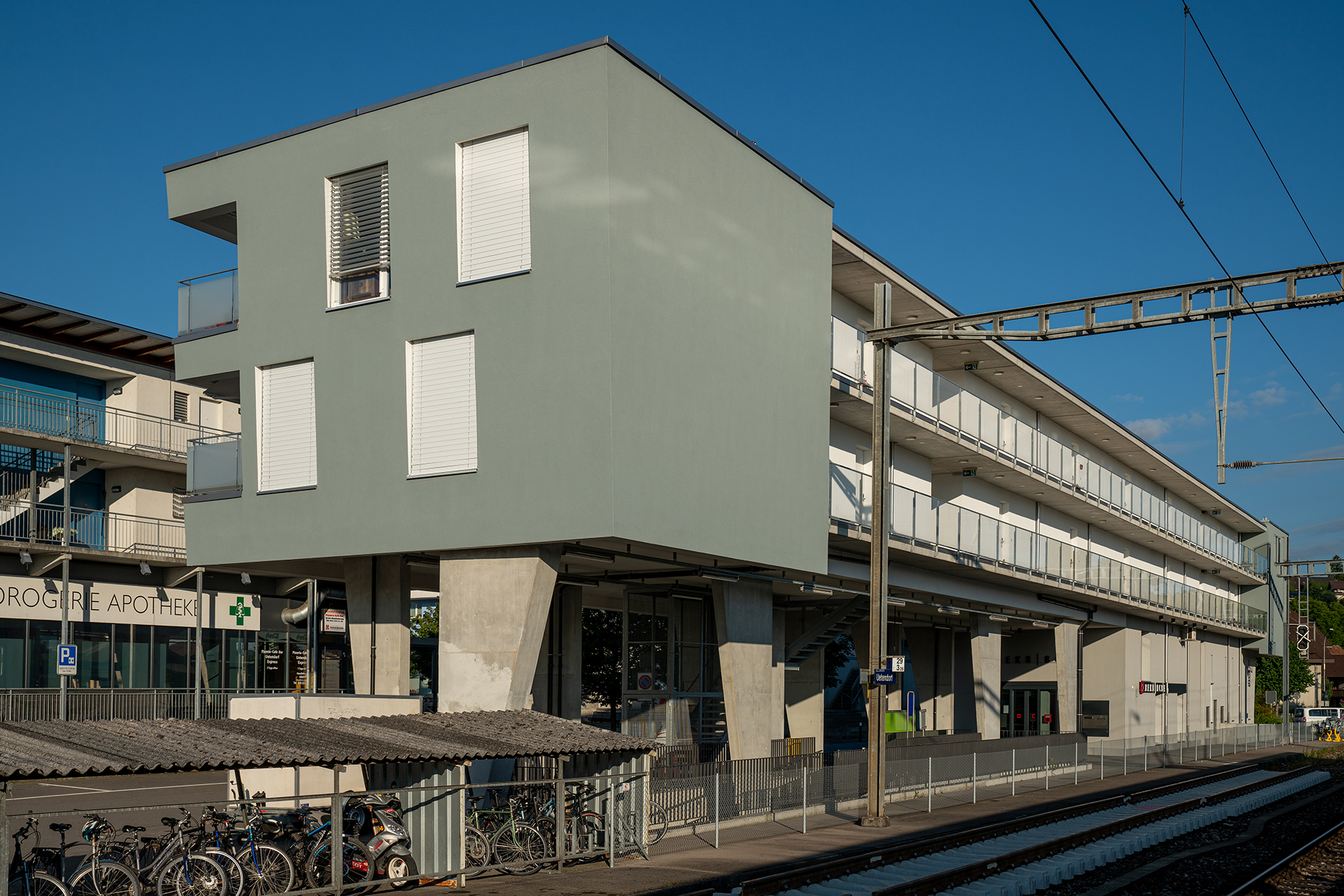
Bahnhof BLS
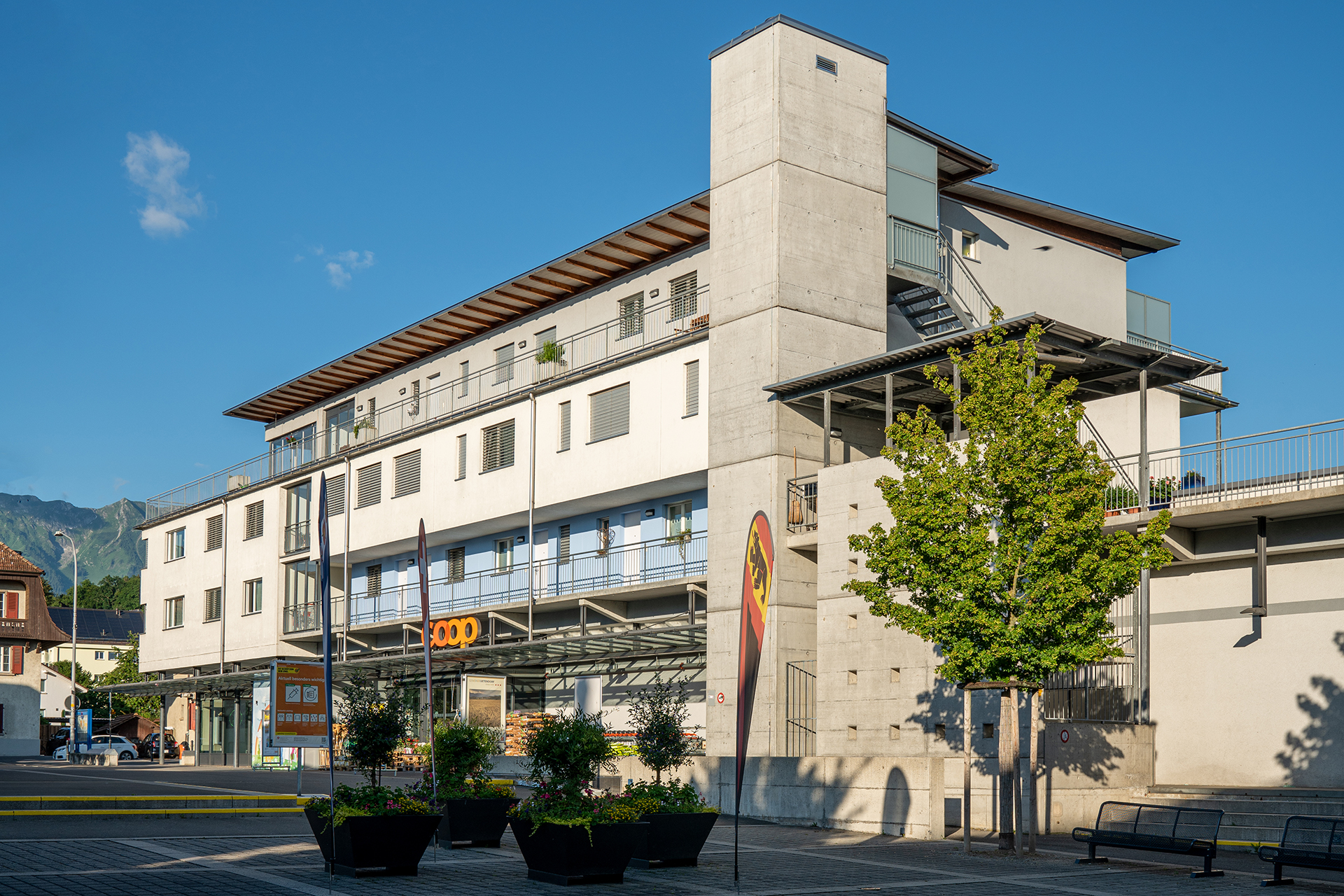
Coop
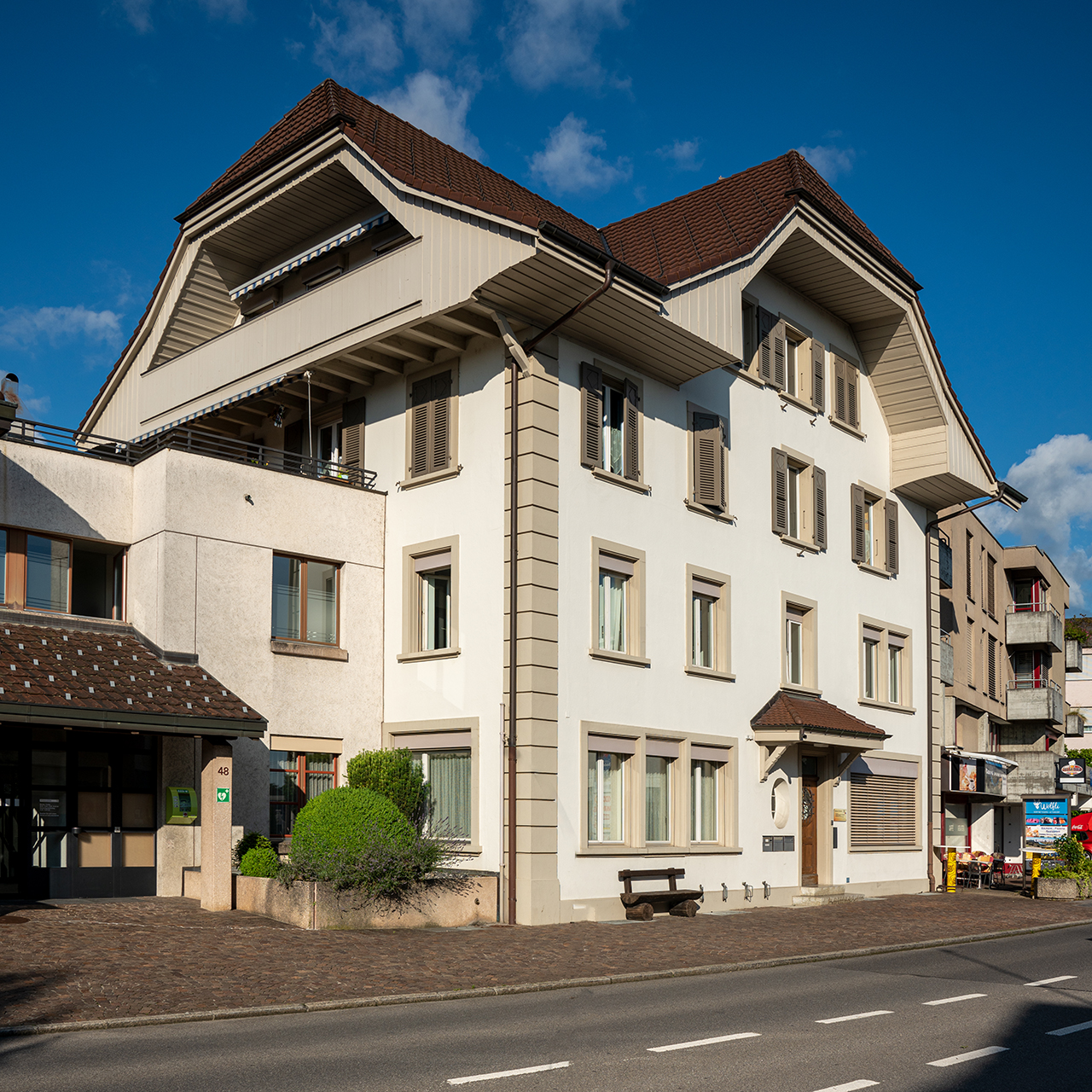
Gemeindeverwaltung
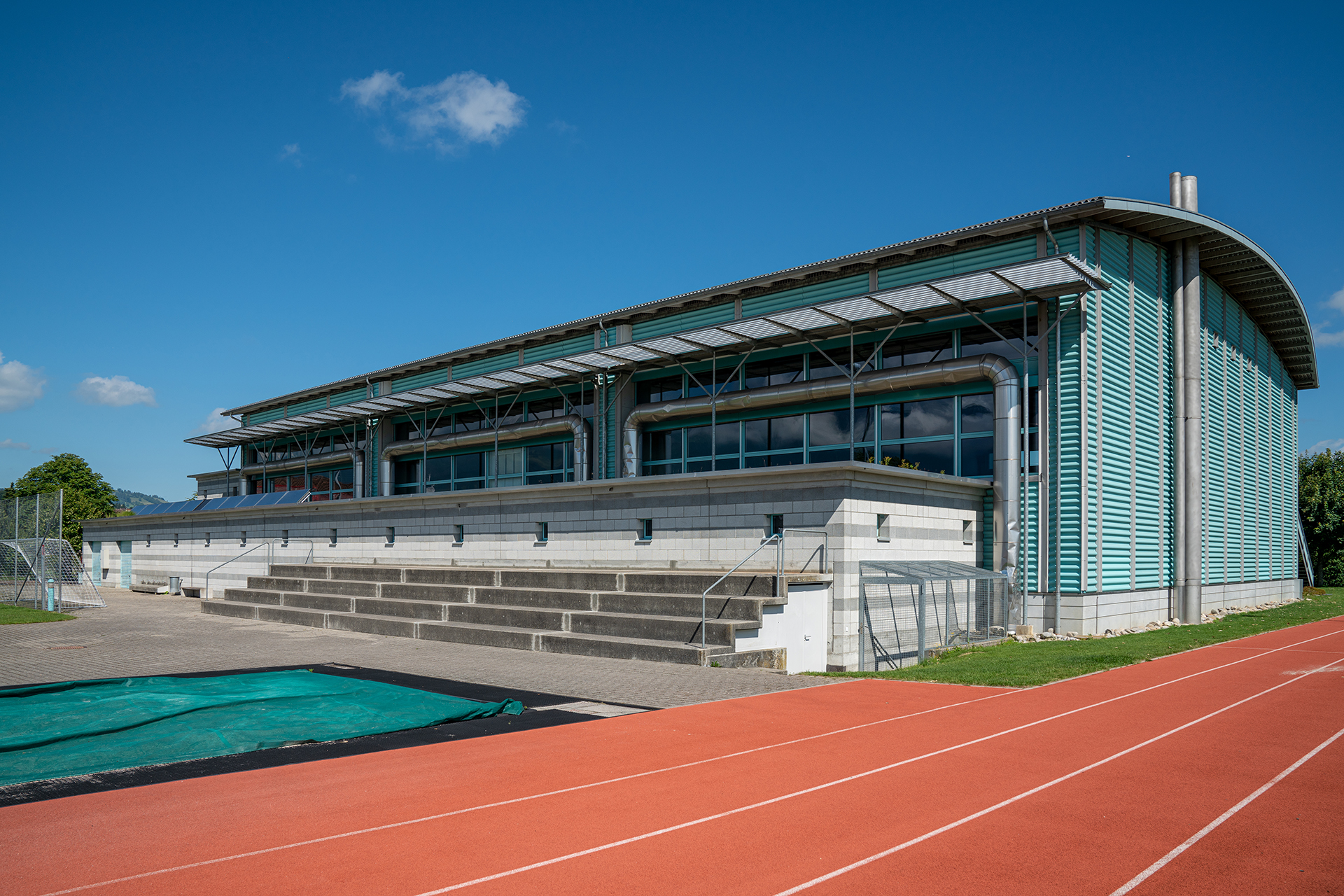
Mehrzweckhalle Bach
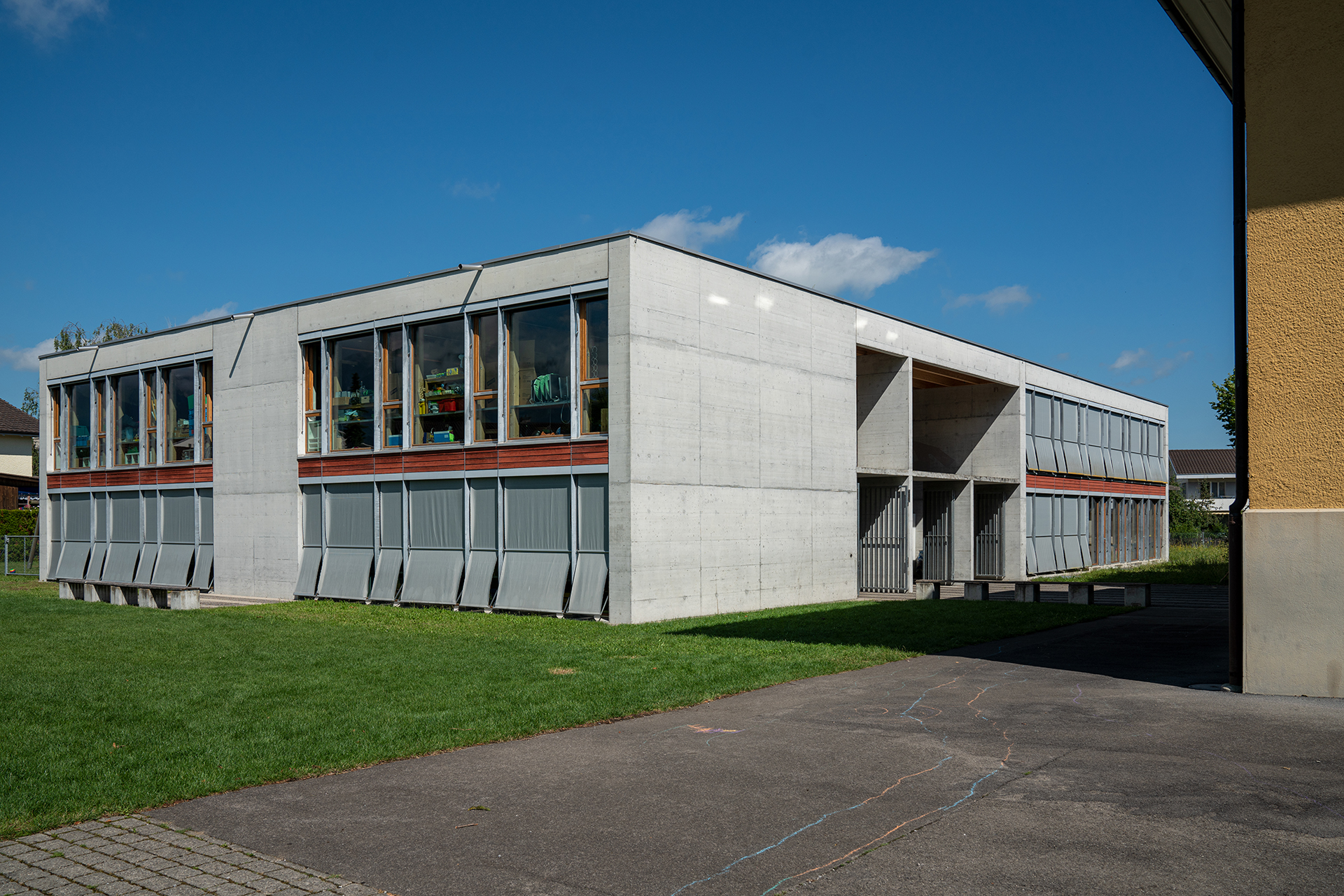
Schulhaus Bach
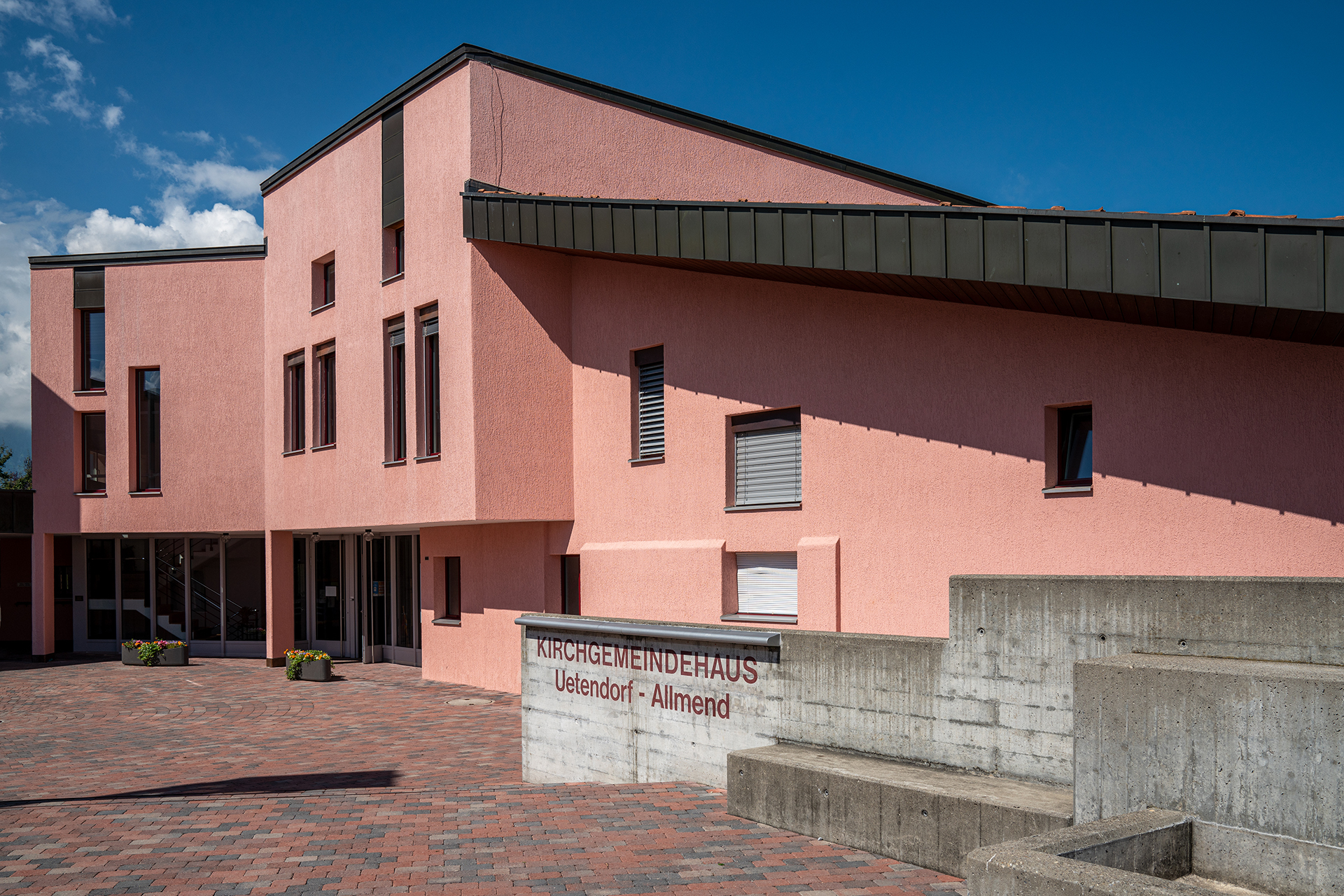
Ref. Kirchgemeindehaus

## Sonstiges
Uetendorf ist seit dem 1. Januar 2007 rechtlicher Sitz des Falkensteinerbundes.